# 小幡人形
小幡人形（おばたにんぎょう）または小幡でことは、滋賀県東近江市五個荘小幡町で作られている伝統的な土人形、郷土玩具。滋賀県伝統的工芸品（1994年指定）。
継承してきた細居家の口伝によると、享保年間に小幡で京都への飛脚業を営んでいた安兵衛が、道中での追い剥ぎなどから転業を考え、当時人気だった京都伏見の伏見人形に着目してその製法を習得、持ち帰ったのが始まり。鮮やかな原色、特に桃色と群青色による彩色が特徴である。節句人形を中心に、今日では約400種類の人形が製作されている。
1984年（昭和59年）、1992年（平成4年）、1995年（平成7年）に年賀切手の図柄に採用されている。
昭和後期の時点で小幡人形の継承者は細居家当主のみとなり、継承が危ぶまれている。継承と保存のため、1983年（昭和58年）秋に愛好家を中心に「小幡人形保存後援会グループ凸（でこ）」が結成された。2019年（平成31年）に後援会はその役目を果たしたとして活動に区切りをつけ、収集・保管されてきた人形は東近江市や地元の教育施設などに寄贈された。